# 錫多雷 (丘胡伊夫區)
49°44′19″N 36°4′43″E / 49.73861°N 36.07861°E
锡多雷（烏克蘭語：Сидори）是位於烏克蘭東部的村莊，由哈爾科夫州丘胡伊夫区的茲米伊夫市鎮負責管轄。該村始建於1685年，面積0.16平方公里，海拔高度140米，2001年人口48，人口密度每平方公里296.3人。